# Domanowe
Domanowe (ukrainisch Доманове; russisch Доманово Domanowo, polnisch Domanowo) ist ein ukrainisches Grenzdorf nach Belarus im Norden der Oblast Wolyn mit etwa 280 Einwohnern (2004).
Domanowe liegt in Polesien und besitzt einen Grenzübergang an der Fernstraße M 19/Europastraße 85, die vom etwa 150 km entfernten Luzk kommend, auf belarussischer Seite als M 12 weiter verlaufend nach Kobryn führt.
Am 12. Juni 2020 wurde das Dorf ein Teil der Siedlungsgemeinde Ratne, bis dahin gehörte das Dorf zur Landratsgemeinde Mlynowe (Млинівська сільська рада/Mlyniwska silska rada) im Norden des Rajons Ratne.
Am 17. Juli 2020 wurde der Ort Teil des Rajons Kowel.

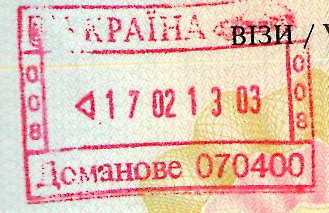
Passstempel des Grenzübergangs Domanowe